# Gustav Schädler
Gustav Schädler (* 18. November 1883 in Triesenberg; † 19. Juni 1961 in Vaduz) war vom 6. Juni 1922 bis 15. Juni 1928 Regierungschef des Fürstentums Liechtenstein.

## Biografie
Schädler wuchs als Sohn des Adolf und der Maria (geb. Beck) zusammen mit vier Geschwistern in Triesenberg auf. Die Eltern betrieben eine Landwirtschaft und der Vater war als Gemeinderat aktiv. Nach der Schule besuchte er das Lehrerseminar in Bad Saulgau und absolvierte von 1906 bis 1912 ein Lehramtsstudium mit historisch-sprachlicher Ausrichtung in Zürich, er war Mitglied der liechtensteinischen Studentenverbindung "Rhenia". Seit 1913 war er zudem Mitglied der katholischen Studentenverbindung KDStV Teutonia Fribourg. 1914 begann er seine Tätigkeit als Lehrer an der Landesschule in Vaduz. Am 16. Dezember 1918 heiratete er Olga Real. Das Paar bekam zwei Söhne, Silvio (1919–1981) und Mario (* 1923) mit denen sie 1923 ein eigenes Haus in Vaduz bezogen.
1919 wurde Schädler, der als engagierter Redner galt, vom Fürsten zum Landtagsabgeordneten ernannt. 1920 erhielt er vom Fürsten den Ehrentitel "Professor" und engagierte sich mit Wilhelm Beck für eine Verfassungsrevision. Im Zuge der Diskussion um die Besetzung des Postens des Landverwesers, die Hofrat Peer zugedacht war, fungierte er als Protokollant und Teilnehmer der Schlossverhandlungen die zu den "Schlossabmachungen" führten. Daraufhin bekam Liechtenstein 1921 eine neue Verfassung. Als die Landtagswahlen vom 2. März 1922 einen Erfolg für die sozialliberale Volkspartei brachten, wurde Schädler zum Regierungsrat gewählt. Nach der Demissionierung seines Vorgängers Josef Ospelt ernannte ihn Fürst Johann II. am 10. Juni 1922 zum neuen Regierungschef. Unter seine Regierung fielen der Abschluss des Zollvertrages mit der Schweiz (1923), der Abschluss des Währungsabkommens mit der Schweiz (1924) sowie die Rheinnot nach dem Rheindammbruch vom 25. September 1927.

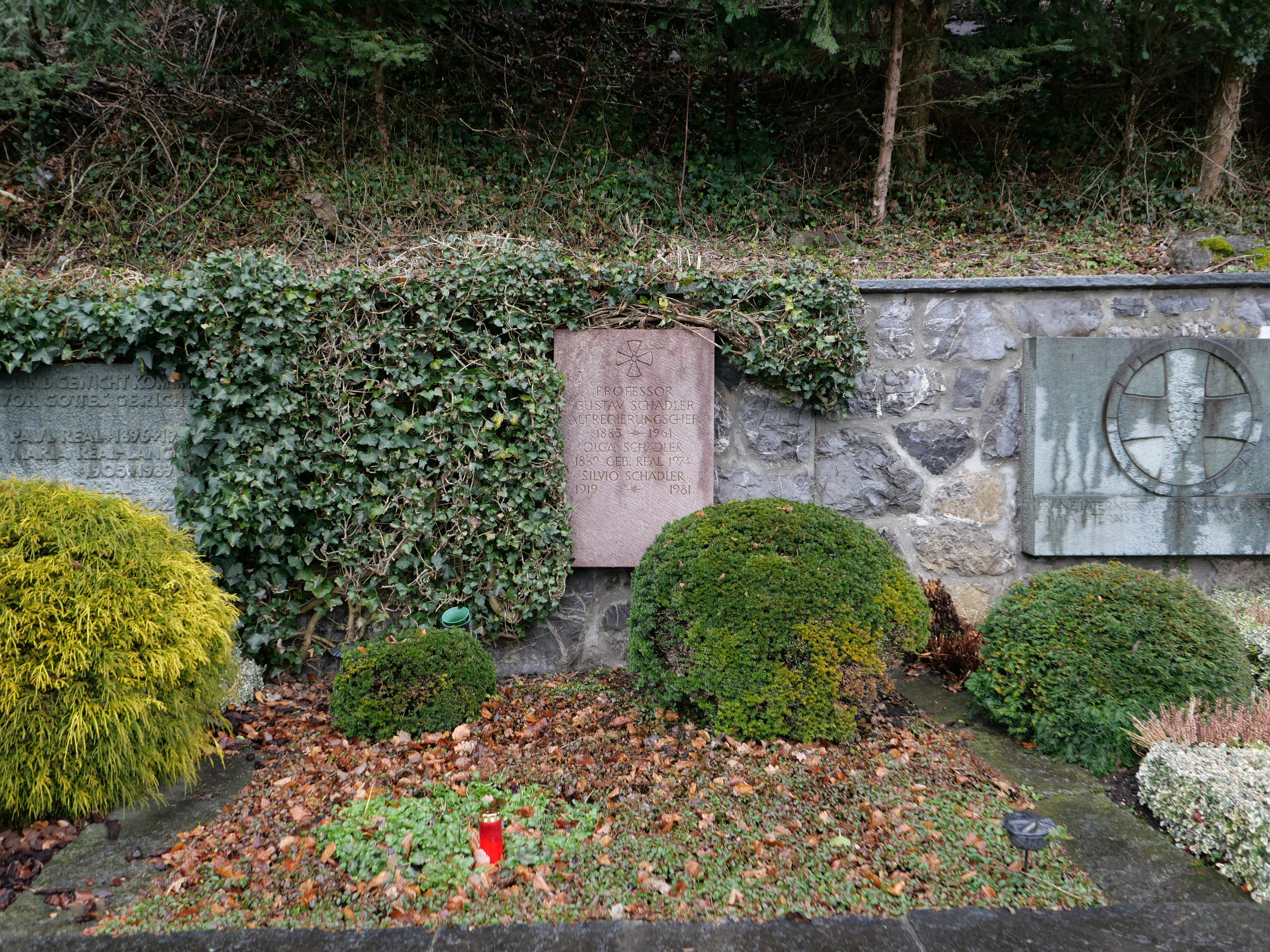
Das Familiengrab auf dem Friedhof Vaduz, in dem neben Schädler auch seine Frau und der Sohn Silvio bestattet sind.

Ins politische Aus brachte ihn der Sparkassenskandal. Daraufhin verlor die Volkspartei die Wahlen vom Juli 1928 und Schädler kehrte bis 1945 in den Schuldienst zurück. Schädler war lange Jahre Liechtensteinkorrespondent der NZZ und von 1943 bis 1944 zusammen mit Otto Schaedler Redaktor des Liechtensteiner Vaterland. Im März 1943 nahm Schädler an einer konspirativen VU-VDBL-SS-Konferenz in Friedrichshafen teil. Diese Teilnahme, und die Tatsache, dass er während des Krieges gegen Honorar Artikel für deutsche Auftraggeber erstellt hatte, trug im 1946 eine Verurteilung zu sechs Monaten Haft wegen verbotenem Nachrichtendienstes ein.